# Cadillaki i dinozaury
Cadillaki i dinozaury (ang. Cadillacs and Dinosaurs, 1993–1994) – kanadyjsko–amerykański serial animowany powstały w oparciu o komiks, Xenozoic Tales. Zadebiutował w 1993 roku na kanale CBS. Został on wyprodukowany przez Galaxy Films, De Souza Productions i kanadyjskie studio Nelvana.

## Obsada (głosy)
- Jack Tenrec – David Keeley
- Hannah Dundee – Susan Roman
- Mustapha Cairo – Bruce Tubbe
- Kirgo – David Fox
- Hermes –
- Council of Governors: 
  - Governor Wilhelmina Scharnhorst – Dawn Greenhalgh
  - Governor Dahlgren – Kristina Nicoll
  - Governor Toulouse – Philip Williams
  - Nock – Don Dickinson
- Dr. Fessenden – John Stocker
- Hammer Terhune – Ted Dillon
  - Wrench Terhune – Colin O'Meara
  - Vice Terhune – Frank Pellegrino
  - Mikla – Lenore Zann
- Griths 
  - Hobb – Don Francks
  - Wild Boy

## Dinozaury/Zwierzęta
- Cutter  – Allozaur
- Shivet – Tyranozaur
- Mack – Triceratops
- Sandbuck – Apatozaur
- Tri-colored Sandbuck – Diplodok
- Wahonchuck – Stegozaur
- Whiptail – Notozaur
- Thresher – Mozazaur
- Zeek  – Pteranodon
- Bonehead – Pachycefalozaur
- Tree Grazer – Brachiozaur
- Hornbill – Parazaurolof
- Crawler – Ankylozaur
- Deinonych
- Welociraptor
- Dimetrodon
- Glyptodon
- Hiena jaskiniowa
- Mamut włochaty
- Peramus
- Fororak
- Troodon
- Eoraptor
- Machairodus
- Kompsognat
- Celofyz
- Strutiomim
- Protoceratops
- Miksozaur
- Stegoceras

## Spis odcinków
| N/o            | Angielski tytuł            | Polski tytuł |  |
| -------------- | -------------------------- | ------------ |  |
|                |                            |              |  |
| SERIA PIERWSZA |                            |              |  |
|                |                            |              |  |
| 01             | Rogue                      |              |  |
|                |                            |              |  |
| 02             | Dino Drive                 |              |  |
|                |                            |              |  |
| 03             | Death Ray                  |              |  |
|                |                            |              |  |
| 04             | Siege                      |              |  |
|                |                            |              |  |
| 05             | Wild Child                 |              |  |
|                |                            |              |  |
| 06             | Mind Over Matter           |              |  |
|                |                            |              |  |
| 07             | Survival                   |              |  |
|                |                            |              |  |
| 08             | It Only Comes Out at Night |              |  |
|                |                            |              |  |
| 09             | Remembrance                |              |  |
|                |                            |              |  |
| 10             | Pursuit                    |              |  |
|                |                            |              |  |
| 11             | Departure                  | '            |  |
|                |                            |              |  |
| 12             | Duel                       |              |  |
|                |                            |              |  |
| 13             | Wildfire                   |              |  |